# Molluscococcus fibrillae
Molluscococcus fibrillae är en insektsart som beskrevs av Hall 1941. Molluscococcus fibrillae ingår i släktet Molluscococcus och familjen Micrococcidae.
Artens utbredningsområde är Zimbabwe. Inga underarter finns listade i Catalogue of Life.